# Star Wars Battlefront: Elite Squadron
Star Wars Battlefront: Elite Squadron — компьютерная игра в жанре шутер от первого лица по вселенной «Звёздных войн», ответвление от серии Star Wars Battlefront, хронологически являющееся предысторией Star Wars Battlefront: Renegade Squadron. Игра вышла в 2009 году на портативных игровых консолях PlayStation Portable и Nintendo DS.

## Сюжет
Во время выборочной кампании игрок управляет солдатом-клоном X2, который был создан из ДНК мастера-джедая. В начале клон является частью группы мастера-джедая Феррода. Когда по всей галактике выполняется Приказ 66, X2 убивает Феррода, но позднее сожалеет об этом. X2 предаёт Империю и присоединяется к повстанцем, участвуя в каждом крупном сражении из саги Звёздных Войн от третьего по шестой эпизод. После событий шестого эпизода X2 присоединяется к Люку Скайуокеру и становится джедаем. В конце он сражается и убивает своего брата X1, убившего их биологического отца на Дантуине и принятого самим императором Палпатином во Владыки Ситхов.

## Геймплей
Elite Squadron позволяет игрокам принимать участие в боевых действиях на земле, в наземном транспорте и в воздушном пространстве. Игроки также могут влетать в ангары крупных боевых кораблей и, как только щиты отключатся, бороться с врагом внутри неприятельского флагмана. Переходы в космос сопровождаются короткими роликами, в то время как игра загружает следующую зону. То же самое происходит при входе или выходе из корабля. Это первая игра в серии Battlefront, позволяющая игрокам летать с планеты на орбиту.

## Герои и Злодеи
Elite Squadron включает в себя режим «Герои и Злодеи», аналогичный Star Wars: Battlefront II.
В режиме присутствуют такие персонажи как Люк Скайуокер, Боба Фетт, Дарт Вейдер, Дарт Мол, Палпатин, Кит Фисто и т. д. Другие режимы игры были сделаны с упором на многопользовательскую игру, к примеру Deathmatch. Кроме того, режим Conquest претерпел изменения на PSP. В Conquest два игрока могут совместно использовать один PSP и конкурировать друг с другом.

## Отзывы
| Сводный рейтинг | Сводный рейтинг | Сводный рейтинг |
| Издание         | Оценка          | Оценка          |
| Издание         | DS              | PSP             |
| --------------- | --------------- | --------------- |
| GameRankings    | 60,23 %         | 65,39 %         |